# 陳連春
陳連春（？—？），本籍泉州晉江，清朝官員。

## 生平
陳連春於道光二十九年（1849年）上任淡水廳大甲中軍守備，為台灣清治時期的地方官員，該官職主要從事大甲地區武職事務，品等不高，只為正七品以下。
陳連春之後又回任兩次，分別在咸豐二年與咸豐九年再署，與龔朝俊同為歷次大甲中軍守備任職次數守備最多者。
| 官衔          | 官衔                      | 官衔          |
| ------------- | ------------------------- | ------------- |
| 前任： 鄒若陞 | 淡水廳大甲守備 1849年上任 | 繼任： 洪金元 |